# Stephen Worgu
Stephen Worgu (né le 6 avril 1990 à Brass au Nigéria) est un footballeur nigérian. Il évolue au poste d'attaquant.

## Biographie
Il a joué avec l'équipe du Soudan des moins de 20 ans.

## Clubs
- 2005 - 2007 :  Ocean Boys FC
- 2007 - 2008 :  Enyimba FC
- 2008 - ???? :  Al Merreikh

## Palmarès
- Champion du Nigeria en 2006 avec l'Ocean Boys FC
- Meilleur buteur de la Ligue des champions de la CAF 2008 avec 13 buts